# Svatý Kazimír
Svatý Kazimír (3. října 1458 Krakov – 4. března 1484 Grodno, tehdy Litva) byl polský princ. Zemřel ve věku 26 let.

## Život
Jeho rodiči byli Kazimír IV. Jagellonský a Alžběta Habsburská. Kanonizován byl v roce 1521 nebo 1602 (historické údaje se rozcházejí). Od roku 1948 je patronem Polska. Pocházel z dynastie Jagellonců. V barokní době byl považován za autora hymnu Omni die dic Mariae, který se modlil každý den, pozdější historické zkoumání se však přiklání k připsání autorství opatu Bernardu z Morlaix.